# 박소영 (희극인)
박소영(朴素英, 1987년 7월 28일 ~ )은 대한민국의 개그우먼이다.

## 학력
- 수원여자대학교 연기영상과

## 연기 활동

### 방송
- KBS2 《개그콘서트》
  - 〈슈퍼스타KBS〉차력소녀, 구린걸스, 성악돌 역
  - 〈사마귀유치원〉19세 소영이 & 성숙한 29세 소영이 역
  - 〈뷰티스쿨〉
  - 〈토이스토리〉김대성의 여자친구 역
  - 〈그들만의 스타〉
  - 〈멘붕스쿨〉백치미 여학생 역
  - 〈피곤한 가족〉
  - 〈체포왕〉
  - 〈위캔척〉
  - 〈두근두근〉장효인의 동생 역
  - 〈엔젤스〉
  - 〈트러블 과외〉
  - 〈끝사랑〉
  - 〈나 혼자 남자다〉
  - 〈10년 후〉스토킹 피해자, 일본인 손님 역
  - 〈사둥이는 아빠 딸〉가을 역
  - 〈가장자리〉서태훈의 아내 역
  - 〈핵존심〉
  - 〈가족같은〉막내딸 역
  - 〈꽃샘주의〉
  - 〈다시보기〉
  - 〈핵갈린 늬우스〉
  - 〈억울한 영길씨〉
  - 〈개그맨 정명훈〉
  - 〈불상사〉인턴 역
  - 〈이거 실화냐?〉
  - 〈창과 방패〉
  - 〈순위 밖 순위〉
- tvN 《코미디 빅리그》
  - 연애 면허시험장
  - 셀룰나이트
- YTN 《이슈&피플》
- KBS2 《인간의 조건》(개그우먼 특집)
- KBS2 《맘마미아》
- KBS2 《위기탈출 넘버원》- 415회 게스트
- KBS2 《비타민》 - 예뻐지는 비타민 게스트
- KBS2 《해피투게더》 - 게스트
- KBS1 《TV쇼 진품명품》- 쇼감정단, 1394회
- Story on 《트루 라이브 쇼》 - 패널
- SBS FunE 《스타뷰티쇼》 - 게스트
- SBS 파워FM 《영스트리트》 - 게스트
- SBS 파워FM 《올드스쿨》 - 게스트
- 투니버스 《벼락맞은 문방구 시즌2》 - 본인 역
- 코미디TV 《크게 될 스타》
- 네이버TV 《언니네핫초이스》
- 투니버스 《내일은 실험왕》 - 백치미 역
- TAGTV 《플랜맨1》
- 투니버스 《내일은 실험왕 2》 - 백치미 역
- EBS 《안전캠페인》 - 요리안전
- EBS1 《두근두근방방》 - 나라
- MBC 《에브리원 뷰티,촌에가다》
- EBS1《생방송 톡!톡! 보니하니》
- KBS1 《이슈 픽 쌤과 함께》 임시 MC, 2024년 5월 12일
- 채널A 《신랑수업》 - 신성과 동반 출연
- TV CHOSUN 유튜브 《뉴민상》 게스트 - 김승혜와 동반 출연
- TV CHOSUN 《조선의 사랑꾼》 - 김준호♥︎김지민 편 VCR 출연

### 드라마
- 2012년 KBS2 《넝쿨째 굴러온 당신》 - 윤빈 팬의 딸 역 (특별출연)

## 공연
- 드립걸즈 시즌5
- 코믹컬 드립걸즈 시즌6

## 수상
- 2012년 제20회 대한민국문화연예대상 한류스타상 개그부문 여자신인상
- 2012년 KBS 연예대상 코미디 부문 여자 신인상

## 홍보대사
- 2012년 3월 : 대교눈높이 전국 초중고 축구리그 홍보대사

## 유행어
- 쩔어(멘붕스쿨)
- 문재오빠!, 언니 여기서 뭐해?, 언니! 언니는 꼭 문재오빠 앞에서 내 욕 하더라!,딱 걸렸어!, 맞지? 맞지? 내 말 맞지? 하여튼 우리나라 사람들은 00나 00 둘 중 하나야!(두근두근)
- 짜증 꼬이네~! 아 진짜..!(꽃쌤주의)
- 말을하시니깐 대답을하죠!(불상사)